# Chrysops bifasciatus
Chrysops bifasciatus är en tvåvingeart som först beskrevs av Geoffroy 1785.  Chrysops bifasciatus ingår i släktet Chrysops och familjen bromsar.
Artens utbredningsområde är Frankrike. Inga underarter finns listade i Catalogue of Life.